# Oxymonacanthus longirostris
Il pesce lima (Oxymonacanthus longirostris (Bloch & Schneider, 1801), conosciuto comunemente un pesce d'acqua salata appartenente alla famiglia Monacanthidae.

## Distribuzione e habitat
Questa specie è diffusa nell'Indo-Pacifico (dalle coste dell'Africa orientale alla Grande barriera corallina, Samoa, Nuova Caledonia),dove vive in acque basse e costiere. È stata segnalata la sua presenza anche nel Mar Rosso.

## Descrizione

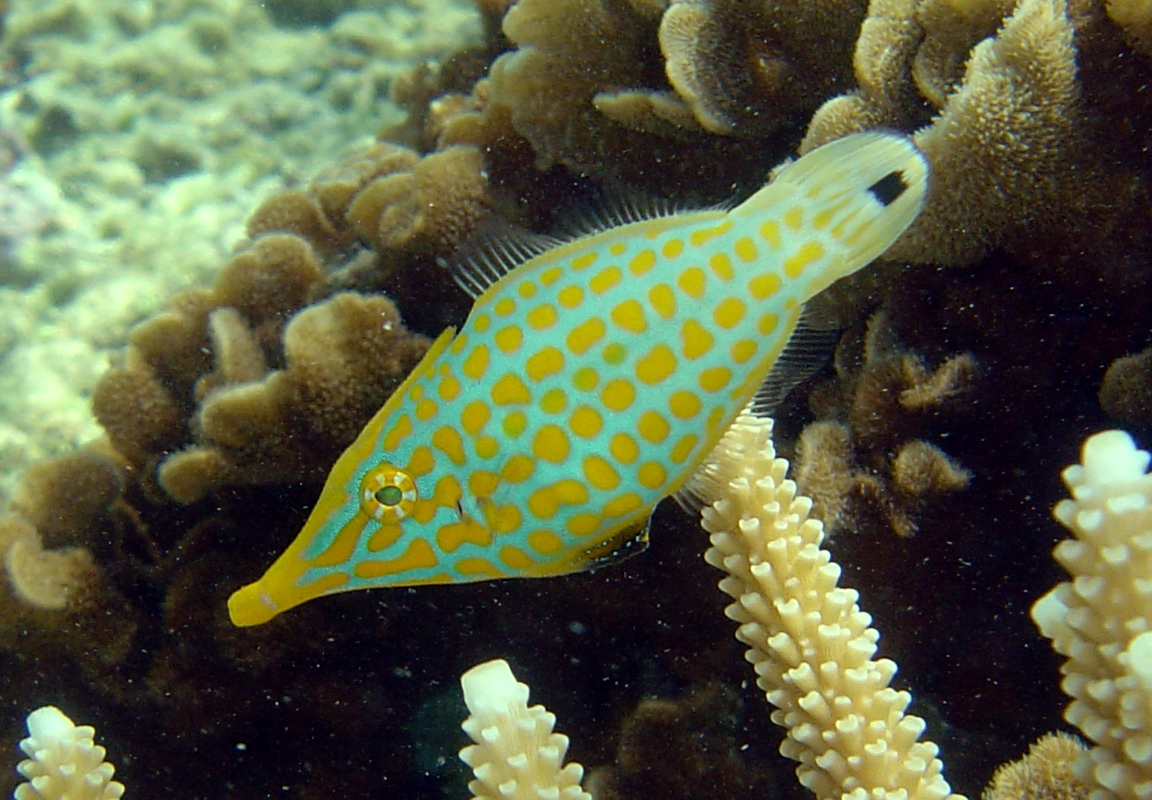
Un adulto si aggira tra i coralli

Presenta un corpo dalla forma romboidale, sebbene piuttosto compresso e allungato. Ha la bocca piccola, allungata e tubolare; le pinne sono minute: dorsale e anale basse e allungate, opposte tra loro e simmetriche, le ventrali sono quasi atrofizzate mentre sul dorso è presente anche una pinna a grilletto tipica della famiglia. Possiede una livrea vivace, con fondo verde azzurro e grosse chiazze tondeggianti giallo arancioni disposte orizzontalmente. Il muso è giallo arancio. 

Raggiunge una lunghezza massima di 12 cm.

## Riproduzione
Il rituale di accoppiamento prevede anche atteggiamenti aggressivi tra i due riproduttori.